# Hilarius Gilges

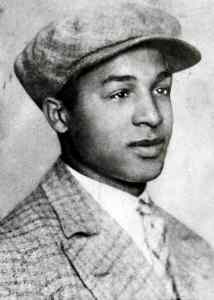
Porträtfoto Hilarius Gilges, Quelle: Mahn- und Gedenkstätte Düsseldorf

Hilarius Gilges (* 28. April 1909 in Düsseldorf; † 20. Juni 1933 ebenda), auch bekannt „Lari“ Gilges, war ein deutscher Arbeiter, Laienschauspieler und Kommunist. Er wurde im Alter von 24 Jahren von Nationalsozialisten ermordet.

## Leben
Hilarius Gilges war einer der wenigen Afrodeutschen, die vor dem Ersten Weltkrieg geboren wurden. Seine Mutter Maria Stüttgen war eine Düsseldorfer Textilarbeiterin; die Herkunft seines leiblichen Vaters ist nicht vollständig belegbar. Wahrscheinlich handelte es sich um einen afrikanischen Rheinschiffer, der auf einem Schleppdampfer des Konzerns von Hugo Stinnes arbeitete. Nach Heirat der Mutter am 4. März 1915 mit Franz Peter Gilges erhielt Hilarius den Familiennamen Gilges.
Hilarius Gilges wuchs im Arbeitermilieu der Düsseldorfer Altstadt auf und schloss sich etwa 1925 oder 1926 dem Kommunistischen Jugendverband Deutschlands (KJVD) an. Er wurde Laienschauspieler bei „Nordwest ran“, einer kommunistischen Agitprop-Theatergruppe von Wolfgang Langhoff. Die oftmals geäußerte Vermutung, er sei „Stepptänzer“ gewesen, lässt sich nirgends belegen.
Nach einer Auseinandersetzung mit einem Stahlhelm-Mitglied während einer Straßenschlacht, bei der dieser tödlich verletzt wurde, wurde Gilges 1931 verhaftet und wegen unerlaubten Waffenbesitzes und Körperverletzung zu einem Jahr Haft verurteilt. Nach seiner Haftentlassung 1932 war er weiterhin als Agitator aktiv. Anfang 1933, nach der „Machtergreifung“ der Nationalsozialisten, ging er in den Untergrund, was aber auf Grund seines Bekanntheitsgrads und seiner schwarzen Hautfarbe nur schwer umsetzbar war.
In der Nacht zum 20. Juni 1933 wurde er, vermutlich von sechs SA- und SS-Angehörigen, aus seiner Wohnung in der Ritterstraße Nr. 36 in der Düsseldorfer Altstadt zum Rheinufer verschleppt, dort brutal misshandelt und ermordet. An seinem Körper befanden sich sowohl Schuss- als auch Stichwunden, die Arme waren ausgekugelt, und in der Lunge wurde Sand gefunden. Die Täter wurden, auch nach Ende des Nationalsozialismus, nie gerichtlich verurteilt.
Die Witwe von Hilarius Gilges, Katharina Hubertine Laatsch, geb. Vogels, und die beiden Kinder (Tochter Franziska Auguste Helmus, geb. Gilges, und Sohn Heinz Gilges) überlebten die NS-Zeit wahrscheinlich nur, weil sie von Nachbarn in der Altstadt versteckt wurden. 1949 erhielten die zwei Kinder und die Witwe eine einmalige Entschädigung als Wiedergutmachung: 2.000 bzw. 2.200 DM bzw. 12.000 DM.

## Ehrungen

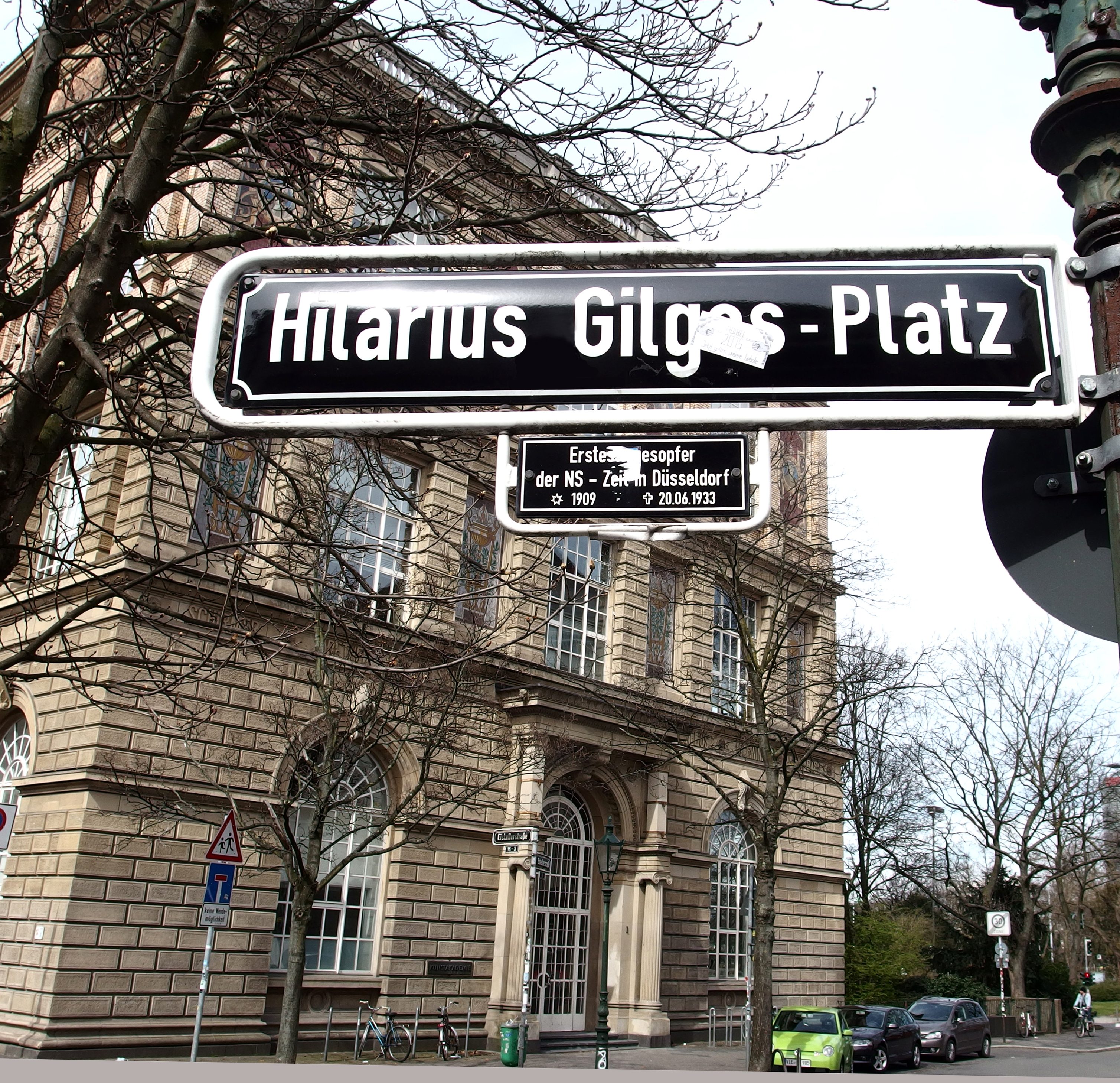
Straßenschild „Hilarius Gilges-Platz“

Die Stadt Düsseldorf benannte am 23. Dezember 2003 einen Platz nach Hilarius Gilges direkt neben der Düsseldorfer Kunstakademie. 1988 war bereits eine Gedenktafel in der Nähe des Ortes der Ermordung angebracht worden. Diese Gedenktafel wurde vom Stadtmuseum Düsseldorf initiiert und von der Düsseldorfer Künstlerin Hannelore Köhler gestaltet. Sie zeigt ein Relief von Gilges und wurde links neben der Tonhallenpassage am Tonhallenufer, auf der Höhe des Joseph-Beuys-Ufers in die Wand eingelassen. Hier fand auch am 20. Juni 2008 eine offizielle Gedenkfeier anlässlich des 75. Todestages von Hilarius Gilges statt. Ein weiterer Gedenkort ist die vom Bildhauer Bert Gerresheim 1985 geschaffene Johannes-von-Nepomuk-Statue an der rechtsrheinischen Rampe der Oberkasseler Brücke („Hofgartenrampe“). Ein Detail zeigt hier den Schriftzug Hilarius Gilges 1933 und erinnert so an die Bluttat, die sich in der Nähe ereignet hat.

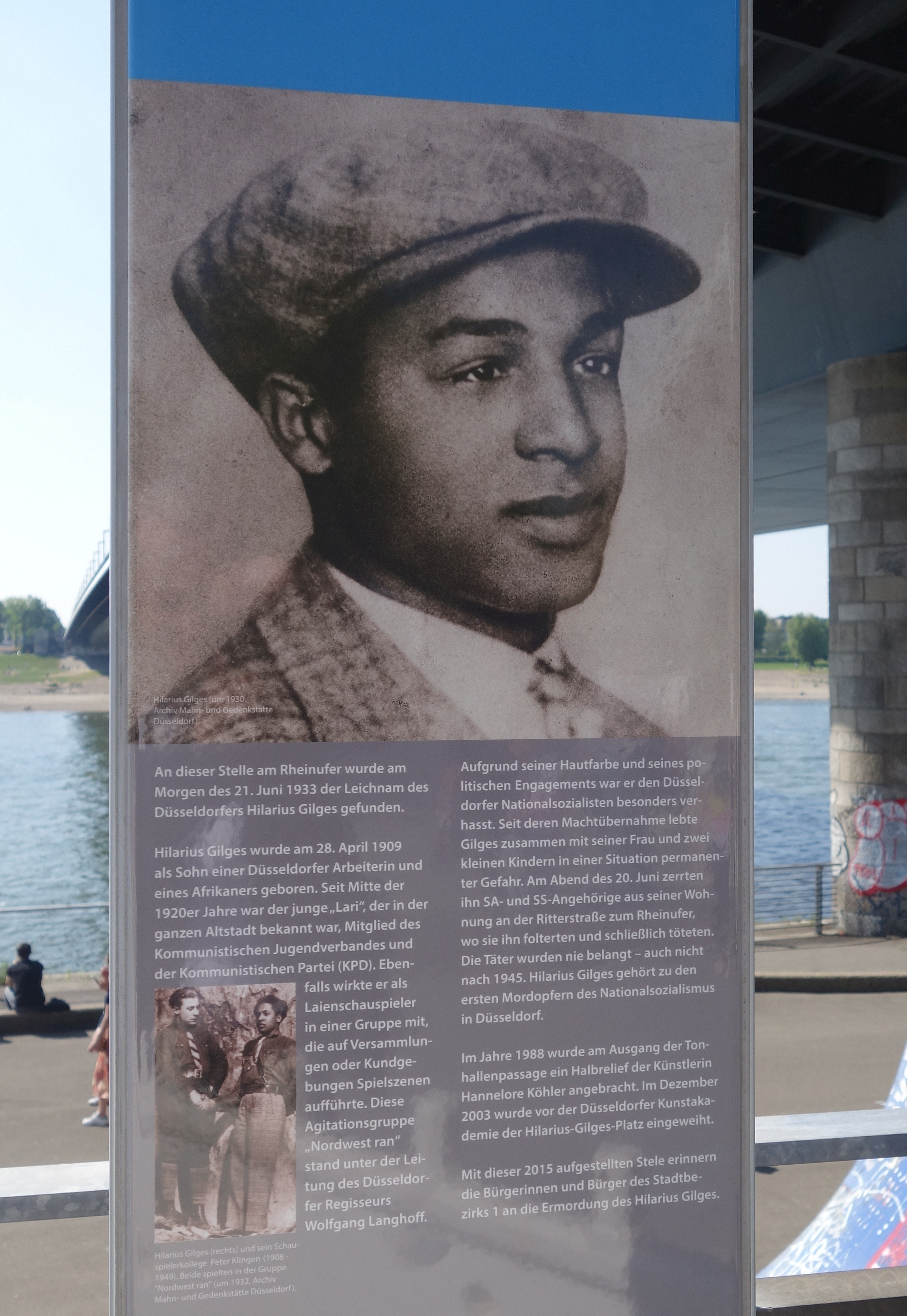
Gedenktafel am Rheinufer (vor der Oberkasseler Brücke) zu Ehren von Hilarius Gilges

Am 21. Juni 2015 enthüllte die Stadt Düsseldorf an der Rheinuferpromenade (vor der Oberkasseler Brücke) eine Stele, die an Gilges erinnern soll. Oberbürgermeister Thomas Geisel nannte die Stele eine Mahnung, die „die furchtbaren Geschehnisse, die in den zwölf Jahren der nationalsozialistischen Terrorherrschaft noch folgten“, in der Erinnerung der Menschen wachhalten soll.

## Film
- Deutsche sind weiß, „Neger“ können keine Deutschen sein. Saarländischer Rundfunk. Erstausstrahlung am 29. Mai 1986.